# Le Bréviaire
Pour les articles homonymes, voir Bréviaire.
Le Bréviaire ou La Retraite de l'aumônier est une peinture sur toile de l’artiste français Jules Alexis Muenier (Vesoul, 1863 ; Coulevon, 1942). La peinture est conservée au Musée de Cambrai dans le département du Nord en France.

## Iconographie
Cette œuvre représente un prêtre âgé, assis dans un potager, au dessus d'un village. Il tient, sur ses genoux, un bréviaire. Différents éléments expriment la simplicité de cette figure, comme l'arrosoir à ses pieds ou ses doigts salis par la terre du jardin. Ce tableau exprime à la fois la proximité de ce prêtre avec la vie laborieuse des habitants du village mais aussi sa responsabilité spirituelle envers le village qu'il surplombe.

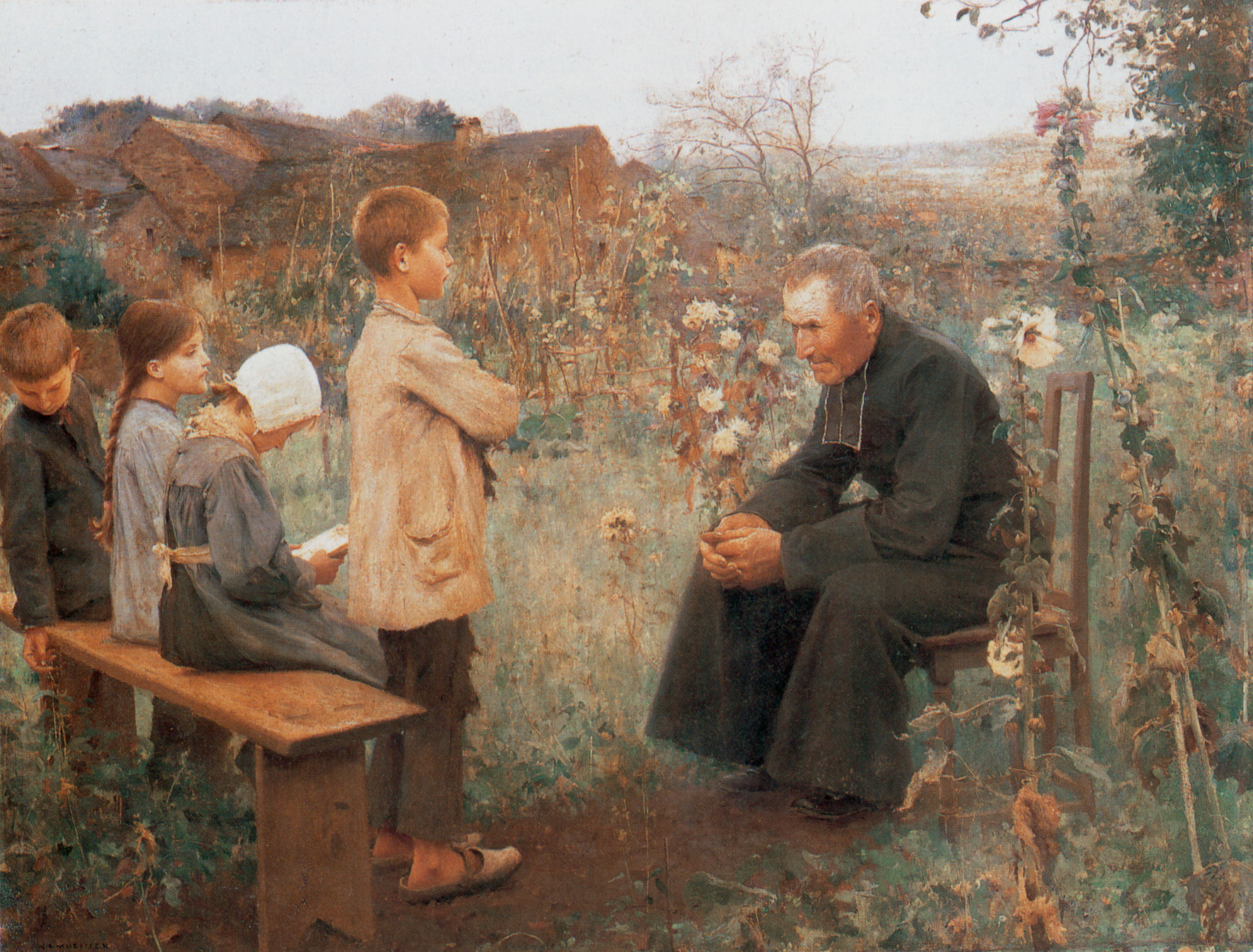
La leçon de catéchisme, Musée des Beaux-arts et d'archéologie de Besançon.

Le village a été identifié comme étant celui de Coulevon, en Haute Saône. La plupart des œuvres de ce peintre proviennent de ce village, comme sa Leçon de catéchisme.

## Historique
Cette œuvre est datée de 1886. Elle a été présentée au Salon en 1887, où elle a obtenu une médaille.

## Technique
Il s'agit d'une huile sur toile. Une touche légère permet de travailler l'atmosphère douce de fin d'été.

## Galerie

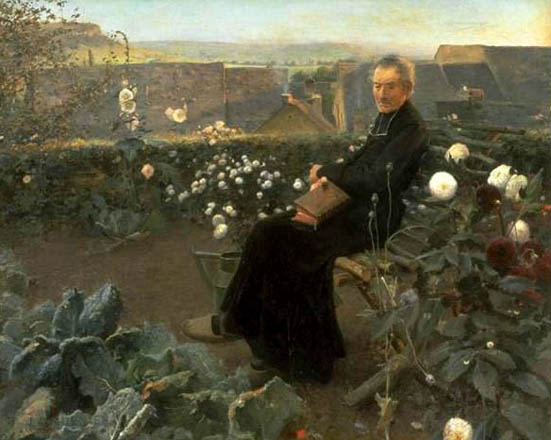
Le Bréviaire, Musée de Cambrai.
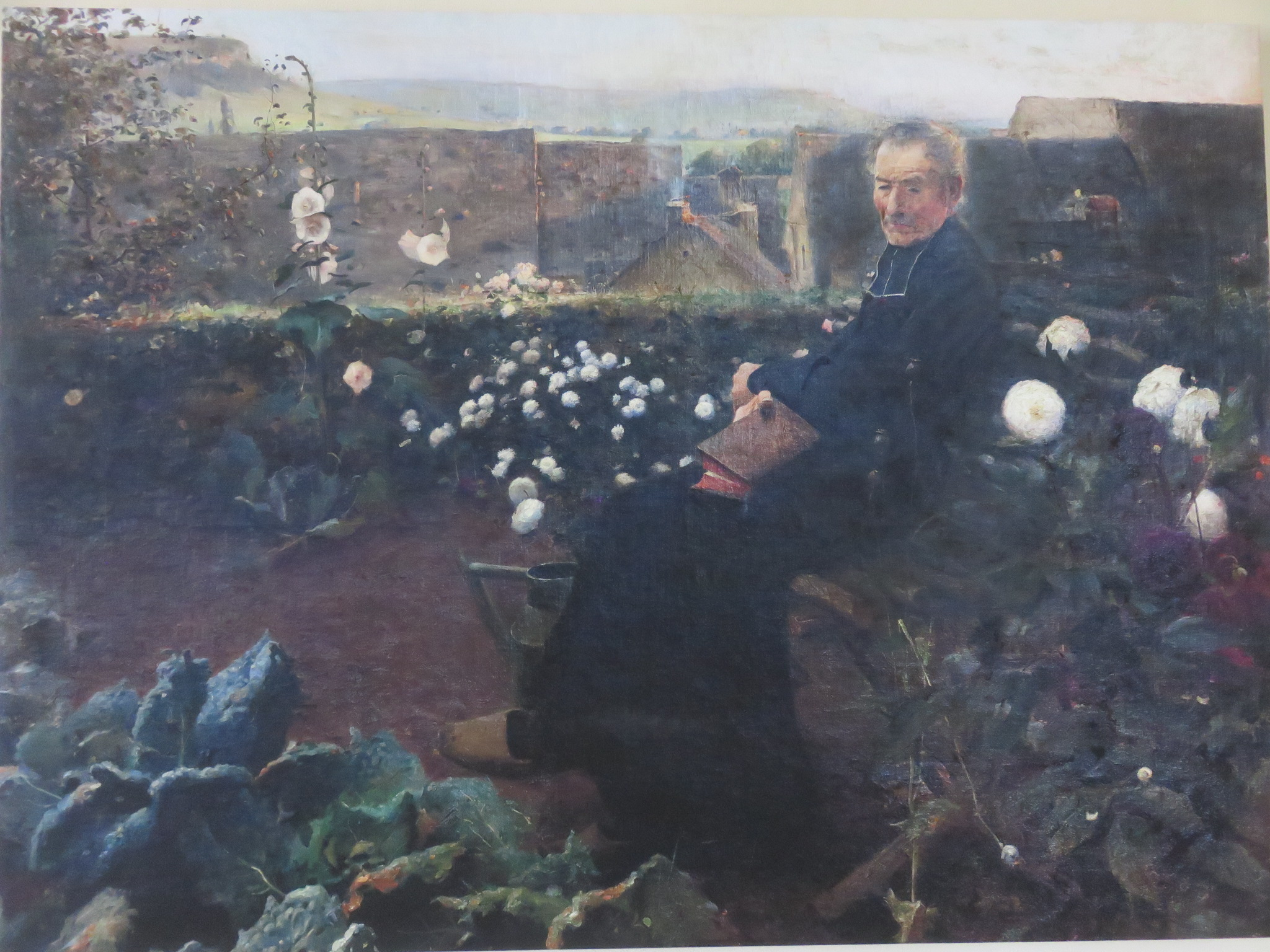
Copie de l'œuvre, presbytère de Remoray-Boujeons.
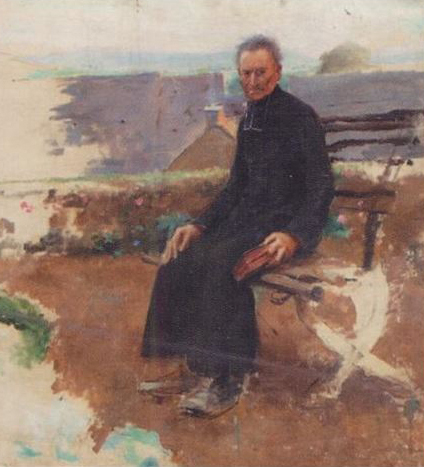
Étude pour Le Bréviaire.